# Un tramvia anomenat Desig
|  | "A Streetcar Named Desire" redirigeix aquí. Vegeu-ne altres significats a A Streetcar Named Desire (desambiguació) |

Un tramvia anomenat Desig (títol original en anglès: A Streetcar Named Desire) és una obra teatral de Tennessee Williams estrenada a Broadway el 3 de desembre de 1947. Dramatitza la vida de Blanche DuBois, una bellesa del sud dels Estats Units qui, després d'enfrontar-se a una sèrie de pèrdues personals, deixa enrere el seu passat aristocràtic buscant refugi amb la seva germana i cunyat en un edifici ruïnós de Nova Orleans. Es tracta de l'obra més popular de Williams, i és considerada entre les millors obres de teatre del segle XX i la millor de l'autor. Encara figura entre les seves obres més representades, i ha inspirat moltes adaptacions en altres formes, sobretot produint una pel·lícula d'aclamada crítica que es va estrenar el 1951.

## Argument
Blanche va a viure amb la seva germana Stella després de perdre la finca familiar i li explica que ha demanat una excedència a la feina per l'estrès que tot l'afer li ha provocat. El marit de Stella, Stanley, és un home rude i de vegades violent que no accepta de bon grat la teatralitat i les històries de Blanche i que es mostra immune a la seva coqueteria. La Blanche coneix un dels amics de la parella, el Mitch, i s'hi intenta apropar per casar-s'hi i refer la seva vida. Però el seu cunyat esbrina part del seu passat fosc, ja que s'assabenta que quan va quedar vídua, va tenir relacions de dubtosa reputació, i li ho explica al Mitch. Aquest interromp la relació amb la Blanche.
Ella, destrossada, inventa una fantasia sobre un nou pretendent ric que l'ha convidat a un creuer i que li permetrà abandonar la casa de Stella, qui mentrestant s'ha posat de part i està a l'hospital. Però Stanley, mentre espera al petit apartament, confronta la història de Blanche i arriben a tenir una forta baralla. Posteriorment, la Blanche l'acusa d'haver-la violat, però ningú la creu. Stella truca a un hospital psiquiàtric perquè se l'emportin, mentre la germana continua experimentant deliris.

## Produccions teatrals

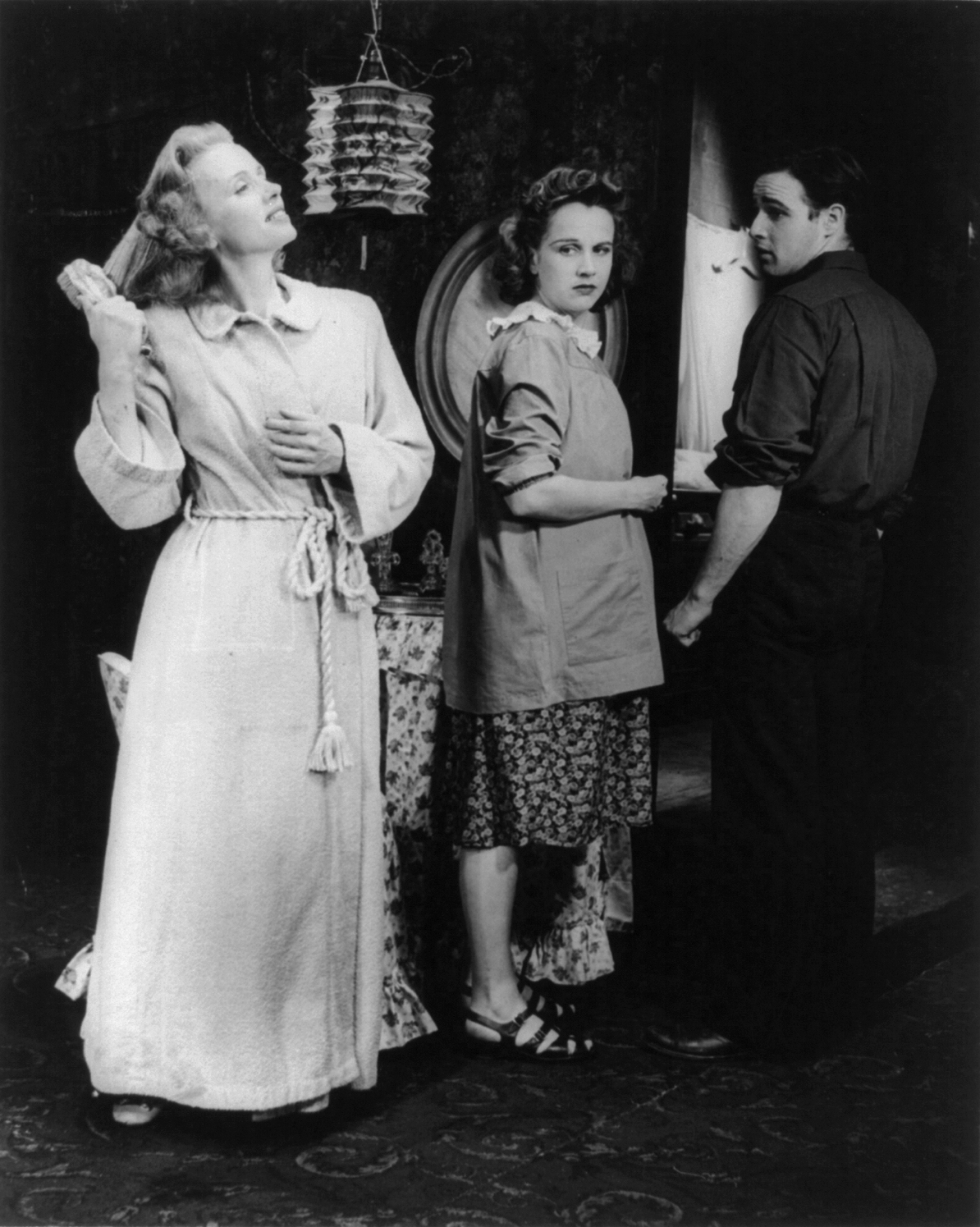
Jessica Tandy, Kim Hunter i Marlon Brando a la producció original de Broadway (1947).

L'obra original es va estrenar al Teatre de Broadway el 3 de desembre de 1947, i va tancar el 1949 després de 855 actuacions. Tenia el següent repartiment:
- Jessica Tandy com a Blanche DuBois
- Karl Malden com a Harold "Mitch" Mitchell
- Marlon Brando com a Stanley Kowalski
- Kim Hunter com a Stella Kowalski
- Rudy Bond com a Steve Hubbell
- Nick Dennis com a Pablo Gonzales
- Peg Hillias com a Eunice Hubbell
- Vito Christi com a jove col·leccionista
- Richard Garrick com a doctor
- Ann Dere com a infermera
- Gee Gee James com a dona negra
- Edna Thomas com a dona mexicana

La producció de Londres, dirigida per Laurence Olivier, va fer la seva estrena a l'Aldwych Theatre el 12 d'octubre de 1949. Era protagonitzada per Bonar Colleano com Stanley, Vivien Leigh com Blanche, Renée Asherson com Stella i Bernard Braden com Mitch.
L'any 2000 es va estrenar al Teatre Romea (Barcelona) la primera producció en català de l'obra, dirigida per Manel Dueso, que va gaudir d'un gran èxit i que l'any següent es va representar a Manacor (Mallorca). El repartiment estava encapçalat per Emma Vilarasau en el paper de Blanche Dubois i Marc Martínez i Aurea Martínez en el de Stanley i Stella Kowalski, respectivament.
El 2002 Glenn Close va estrenar-se als escenaris londinencs fent de Blanche DuBois, amb Iain Glen en el paper de Stanley Kowalsky. La presència de l'actriu estatunidenca al Royal National Theatre va rebre crítiques per part del sindicat d'actors britànic, que considerava que es tractava d'una invasió de talents estrangers en detriment dels professionals del país, ja que aquell mateix any també hi havien debutat Madonna, Gwyneth Paltrow i Woody Harrelson, i que se sumaven a altres com Jessica Lange, Tom Cruise, Nicole Kidman, Kathleen Turner, Jerry Hall, Anne Archer, Matt Damon i Kevin Spacey.
De juliol a octubre de 2009, Rachel Weisz i Ruth Wilson van protagonitzar-ne una reposició molt aclamada al Donmar Warehouse del West End londinenc, dirigida per Rob Ashford.
La Sydney Theatre Company va fer-ne una producció entre el 5 de setembre i el 17 d'octubre del 2009. Era dirigida per Liv Ullmann, i la interpretaven Cate Blanchett en el paper de Blanche, Joel Edgerton en el de Stanley, Robin McLeavy en el de Stella i Tim Richards en el de Mitch.
Isabelle Huppert va protagonitzar una producció que va tenir lloc al Théâtre de l'Odéon de París del 4 de febrer al 3 d'abril, sota les ordres del director polonès Krzysztof Warlikowski.
Mario Gas va estrenar el novembre de 2010 a Santander una versió en castellà, i més tard el mateix any la va representar al Teatro Español de Madrid. L'any següent la va dur a Barcelona, on es va representar al Teatre Tívoli en el marc del Festival Grec, del 8 al 31 de juliol. El repartiment el formaven Vicky Peña (Blanche), Roberto Álamo (Stanley), Ariadna Gil (Stella) i Àlex Casanovas (Mitch).
El 23 de juliol de 2014 se'n va fer una producció al Young Vic de Londres, que va tancar el 19 de setembre d'aquell any. Dirigida per Benedict Andrews i protagonitzada per Gillian Anderson, Ben Foster, Vanessa Kirby i Corey Johnson, va obtenir un gran èxit de crítica i és l'espectacle que més ràpidament ha venut entrades dels que s'han produït en aquest teatre.

## Adaptacions cinematogràfiques
- A Streetcar Named Desire, pel·lícula de 1951 dirigida per Elia Kazan i protagonitzada per Marlon Brando i Vivien Leigh
- A Streetcar Named Desire, telefilm de 1984 dirigit per John Erman i protagonitzat per Ann-Margret i Treat Williams
- A Streetcar Named Desire, telefilm de 1995 dirigit per Glenn Jordan i protagonitzat per Alec Baldwin i Jessica Lange

L'obra també ha estat adaptada més vagament o de manera parcial a:
- El dormilega, pel·lícula de 1973 dirigida per Woody Allen i protagonitzada per Woody Allen i Diane Keaton
- Todo sobre mi madre, pel·lícula de 1999 dirigida per Pedro Almodóvar i protagonitzada per Cecilia Roth i Marisa Paredes
- Blue Jasmine, pel·lícula de 2013 dirigida per Woody Allen i protagonitzada per Cate Blanchett i Alec Baldwin